# Списак типова телескопа
Следе листе уређаја категоризованих као типови телескопа и уређаја повезаних са телескопима. Подељене су на пуно класификација са пуно варијација због професионалних, аматерских и комерцијалних под-типова. Телескопи могу бити класификовани по оптичком и механичком дизајну (конструкцији). Телескопи такође могу бити подељени по месту на ком се налазе, као што су на пример свемирски телескопи. Један огроман и одлучујући фактор јесте тип светла, или честице које су посматране уређајима, наводно телескопима који не формирају јасну слику или уопште не користе оптику. Неки телескопи су класификовани по задатку који обаљају; као на пример Соларни телескопи су дизајнирани да посматрају Сунце.

## Листа оптичких телескопа
Оптички телескопи могу бити подељени на основу њихова три примарна оптичка дизајна (рефрактор, рефлектор или катодно-оптички), под-дизајнима ова три дизајна, на основу њихове конструкције, или на основу задатка који обављају. Сви они имају своје различите предности и мане и користе се на разним пољима аматерске и професионалне астрономије.
| Рефрактујући телескопи (диоптрика) - Акроматични телескоп - Дијалитички рефрактор - Апрохроматски телескоп - Двоглед - Оперске наочаре - Копископ - Галилеоскоп - Монокулар - Неахроматски - Галилејев телескоп - Рефрактор - Лучни телескоп - Суперахромат | Рефлектор (телескоп) - Касегранов телескоп - Дал-Киркамоб телескоп - Насмитов телескоп - Ричи–Шретиенов телескоп - Грегоријски телескоп - Херигов телескоп - Хершелијанов телескоп - Велико течно телескопско огледало - Њутнов телескоп - Добсонов телескоп - Пфундов телескоп - Шифспиглеров телескоп - Стевик-Полов телескоп - Јолов телескоп | Катадиоптрички телескопи - Аргунов-Касегранов телескоп - Катадиоптрички системи - Клевтсов–Касегранов телескоп - Лури–Хутонов телескоп - Маскутов телескоп - Камра Маскутов - Маскутов-Касегранов телескоп - Маскутов Њутнов телескоп - Модификован Дал Киркам телескоп - Шимид телескоп - Бејкер-Нун камера - Бејкер-Шмид камера - Мерсен-Шмид камера - Шмит-Касегренов телескоп - Шмид Њутн телескоп | Телескопи класификовани по задатку који обаљају - Астрограф - Интерферометар - Тражилац комета - ГоТо телескоп - Графички телескоп - Инфрацрвени телескоп - Меридијански инструмент - Роботички телескоп - Соларни телескоп - Свемирска опсерваторија - Зенитни телескоп |

## Листа типова телескопа који раде ван оптичког спектра
- Атмосферски Черенеков телекоп који се користи за детектовање гама зрака
- Ибфрацрвени телескоп
- Радио-телескоп
- Субмилиметарски телескоп
- Ултраљубичасти телескоп
- Телескоп рендгенских зрака
  - Волтеров телескоп